# Нзамбі Маті
Нзамбі Маті — кенійський інженер-механік, еколог, дизайнерка обладнання, винахідниця і серійна підприємиця. Вона добре відома своїми інноваційними та креативними способами перетворення відходів у екологічно чисті матеріали. Вона була піонером у розвитку екологічних зусиль, переробляючи пластик, щоб зробити цеглу, яка може бути навіть міцнішою за бетон Її постійні зусилля були визнані однією з успішних стратегій для подолання пластикового забруднення в Кенії. Вона заснувала Gjenge Makers, яка базується в Найробі, Кенія.

## Кар'єра
Нзамбі займалася фізикою та інженерією матеріалів. Вона також працювала інженеркою у нафтовій промисловості Кенії.
У 2017 році вона вирішила залишити роботу аналітикині даних, щоб зосередитися на сталості та управлінні відходами. Згодом вона домовилася про створення невеликої лабораторії на задньому дворі своєї матері. Вона почала створювати та тестувати бруківку і чекала близько року, щоб розробити правильні співвідношення для тротуарної цегли. Вона розробила першу цеглу з пластикових відходів у 2018 році, а через рік, у 2019 році, вона виготовила власну машину для масового перенесення пластикових відходів на цеглу.
Нзамбі зіткнулася з деякими проблемами, оскільки її сусіди скаржилися на шумну машину, яку вона використовувала для своїх зусиль. Маті перестала спілкуватися зі своїми друзями на рік, і це була коротка зупинка в її суспільному житті, коли вона твердо вирішила виконувати свою місію. Вона виграла стипендію для відвідування програми навчання соціального підприємництва в Сполучених Штатах Америки. Під час свого короткого туру до США вона використовувала лабораторії матеріалів в Університеті Колорадо в Боулдері, щоб перевірити та уточнити співвідношення піску та пластику.
Нзамбі заснувала стартап-компанію Gjenge Makers, щоб переробляти пластикові відходи на цеглу. Створюючи фонд Gjenge Makers, вона використала власний досвід дизайнерського мислення. Вона була дуже натхненна створити Gjenge Makers після того, як стала свідкою, як  вулицями Найробі неохайно розкидані поліетиленові пакети. На заводі Gjenge Makers, вона розробила власні машини, і станом на 2021 рік її фабрика переробила близько 20 тонн пластикових відходів.
Програмою ООН з навколишнього середовища Нзамбі була відзначена престижною відзнакою конкурсу «Юний чемпіон Землі 2020 року в Африці».